# Voyeur (album de David Sanborn)
Pour les articles homonymes, voir Voyeur.
Albums de David Sanborn
Hideaway
(1979) As we speak
(1981)
Voyeur est le sixième album du saxophoniste David Sanborn sorti en 1981.

## Liste des morceaux
1. Let's just say goodbye (D. Sanborn)
2. It's you (D. Sanborn)
3. Wake me when its's over (D. Sanborn/ Marcus Miller)
4. one in a million (D. Sanborn)
5. Run for cover (Marcus Miller)
6. All I need is you (Marcus Miller)
7. Just for you (Marcus Miller)
8. Again and again (Marcus Miller)

## Personnel
- David Sanborn – saxophone alto
- Marcus Miller – basse
- Hiram Bullock – guitare électrique
- Steve Gadd – batterie
- Buddy Williams – batterie
- Buzzy Feiten – guitare électrique
- Lenny Castro – percussions
- Tom Scott – saxophone tenor
- Michael Colina – Synthetiseur